# Siavonga
Siavonga város Zambia déli tartományában, a Kariba-tó északi partján. Ez Zambia legfontosabb turisztikai központja a tó felkeresése szempontjából, ami szállást, csónakázási lehetőséget és horgászati túrákat kínál a turistáknak. A Zambézi-folyóra vízitúrák szervezhetők.
Csendes kisvárosnak számít. Csak néhány kilométerre fekszik a Kariba-gáttól. 
Lusakából háromórás autóbuszozással elérhető.
1. ↑  https://www.citypopulation.de/en/zambia/cities/?cityid=31484